# آرکانزاس سیتی
آرکانزاس سیتی (به انگلیسی: Arkansas City) یک شهرک در ایالات متحده آمریکا است که در شهرستان دشا، آرکانزاس واقع شده‌است.

## خصوصیات
آرکانزاس سیتی ۱٫۲ کیلومترمربع مساحت و ۳۶۶ نفر جمعیت دارد و ۴۱ متر بالاتر از سطح دریا واقع شده‌است.